# Dino Alfieri

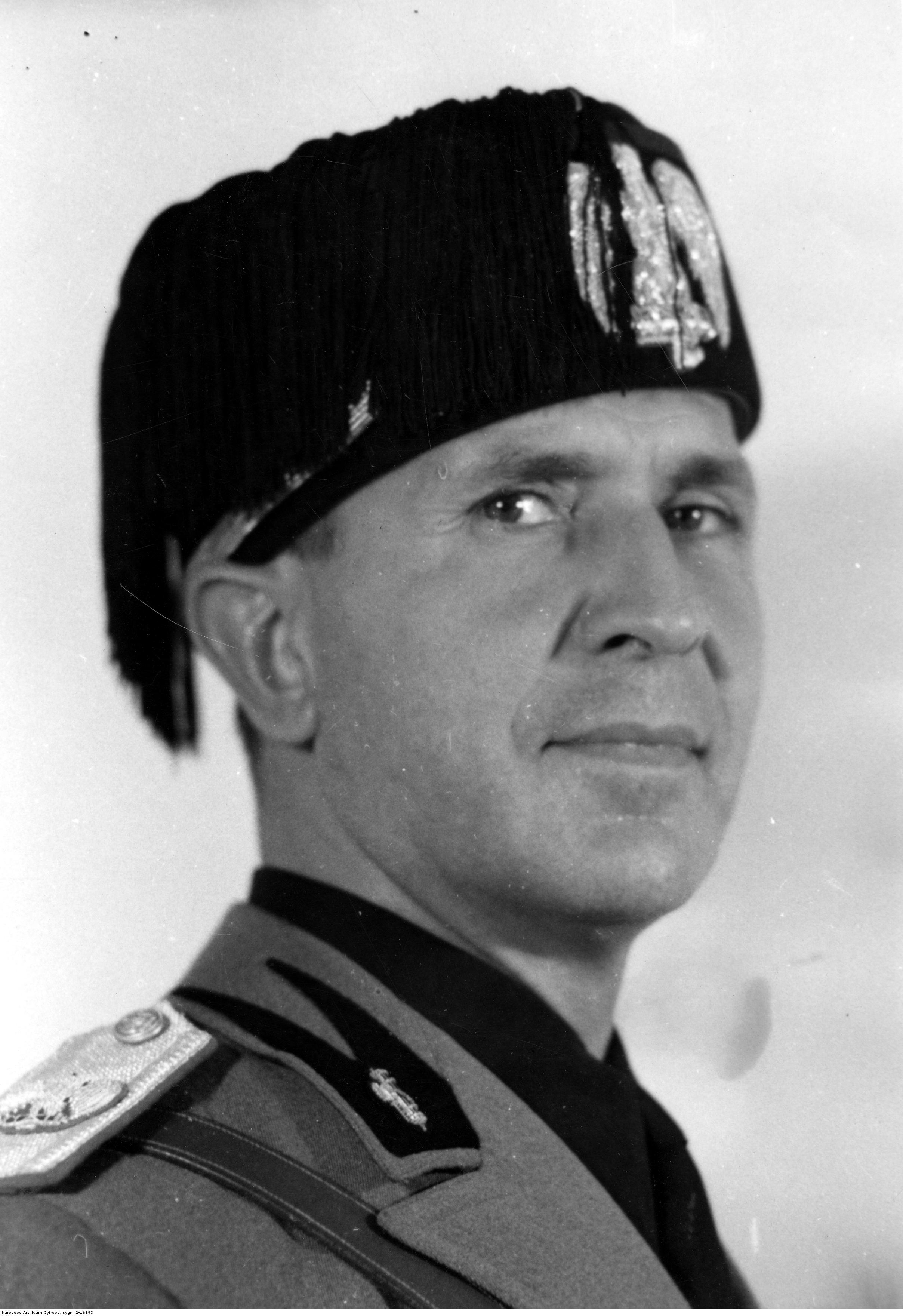
Dino Alfieri

Edoardo „Dino“ Alfieri (geboren 8. Dezember 1886 in Bologna; gestorben 2. Januar 1966 in Mailand) war ein italienischer Politiker des Faschismus.

## Leben
Dino Alfieri studierte Jura und erhielt 1911 die Laurea. Unter dem Einfluss Enrico Corradinis wurde er ein fanatischer Nationalist und gründete 1910 die Gruppo Nazionalista Milanese.
Nach dem italienischen Kriegseintritt in den Ersten Weltkrieg im Mai 1915 meldete er sich als Freiwilliger. Im Juli wurde er zum Unterleutnant und April 1916 zum Leutnant befördert. An der Isonzofront wurde er während der Einnahme von Görz im August 1916 im Zuge der 6. Isonzoschlacht mit der Tapferkeitsmedaille in Bronze ausgezeichnet. Anschließend war er als Ordonnanzoffizier General Luca Montuori unterstellt. Während der 11. Isonzoschlacht wurde er im August 1917 verwundet und mit der Tapferkeitsmedaille in Silber ausgezeichnet. Im Juli 1919 wurde er aus dem Militärdienst entlassen.

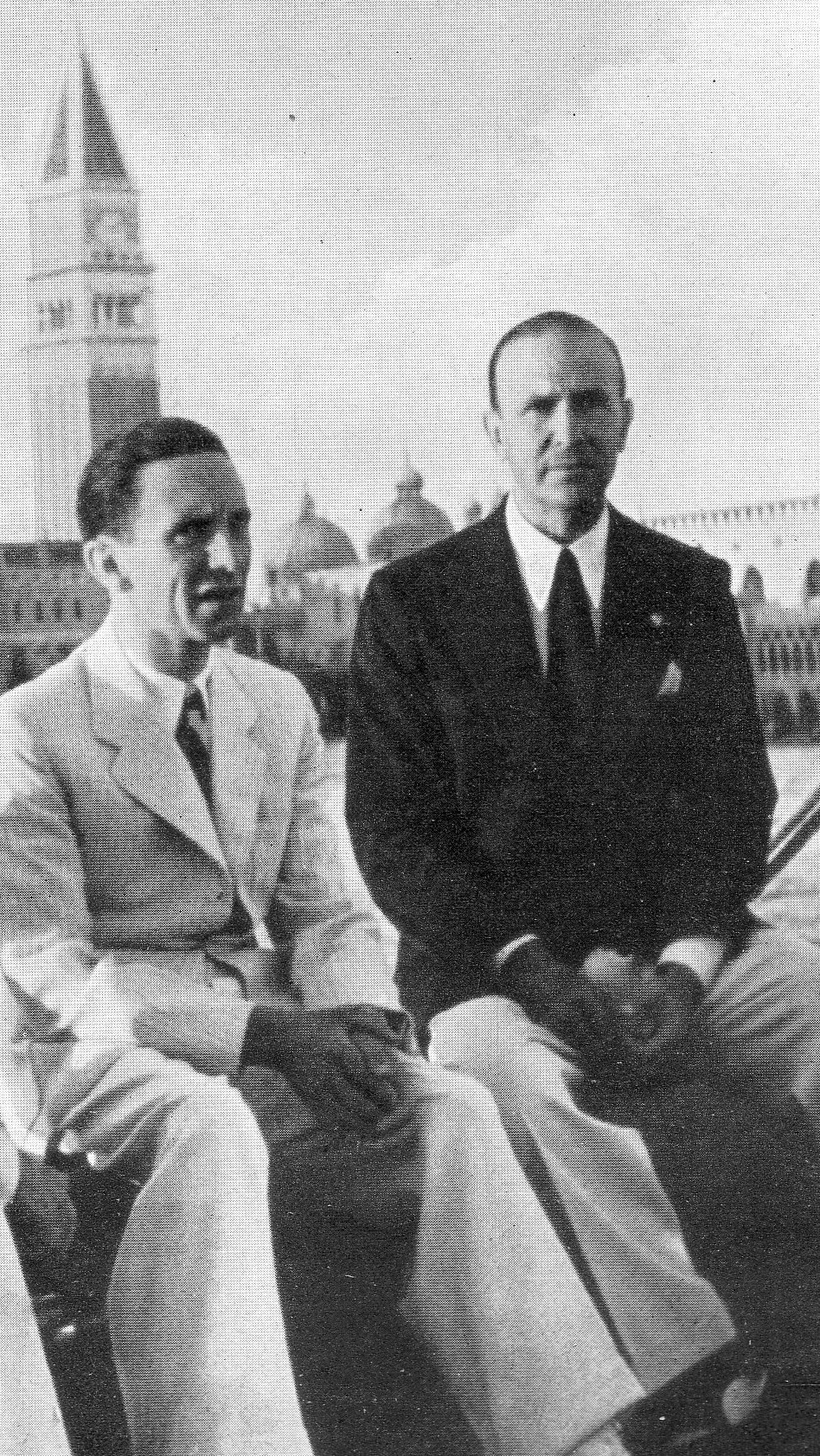
Alfieri und Joseph Goebbels in Venedig, September 1936

Im August 1922 nahm er am Sturm der Faschisten auf das Mailänder Rathaus Palazzo Marino teil. Von den Faschisten wurde er zum Beigeordneten der Kommune Mailand ernannt. 1924 wurde er als Mailänder Deputierter des Partito Nazionale Fascista (PNF) in die Camera dei deputati del Regno d'Italia gewählt und wurde 1929, 1934 und 1939 wiedergewählt.
1929 wurde Alfieri Unterstaatssekretär im Ministerium für die Korporationen. 1932 wurde er Unterstaatssekretär für Presse und Propaganda und organisierte 1932 die „Mostra della Rivoluzione fascista“ zum zehnjährigen Jubiläum des Marsch auf Rom, die 4 Millionen Besucher hatte. Während des Fronteinsatzes des Propagandaministers Galeazzo Ciano im Abessinienkrieg vertrat er 1935/36 den Propagandaminister. 1937 wurde er Minister für Volkskultur und bereitete den italienischen Rassengesetzen von 1938 den Boden.

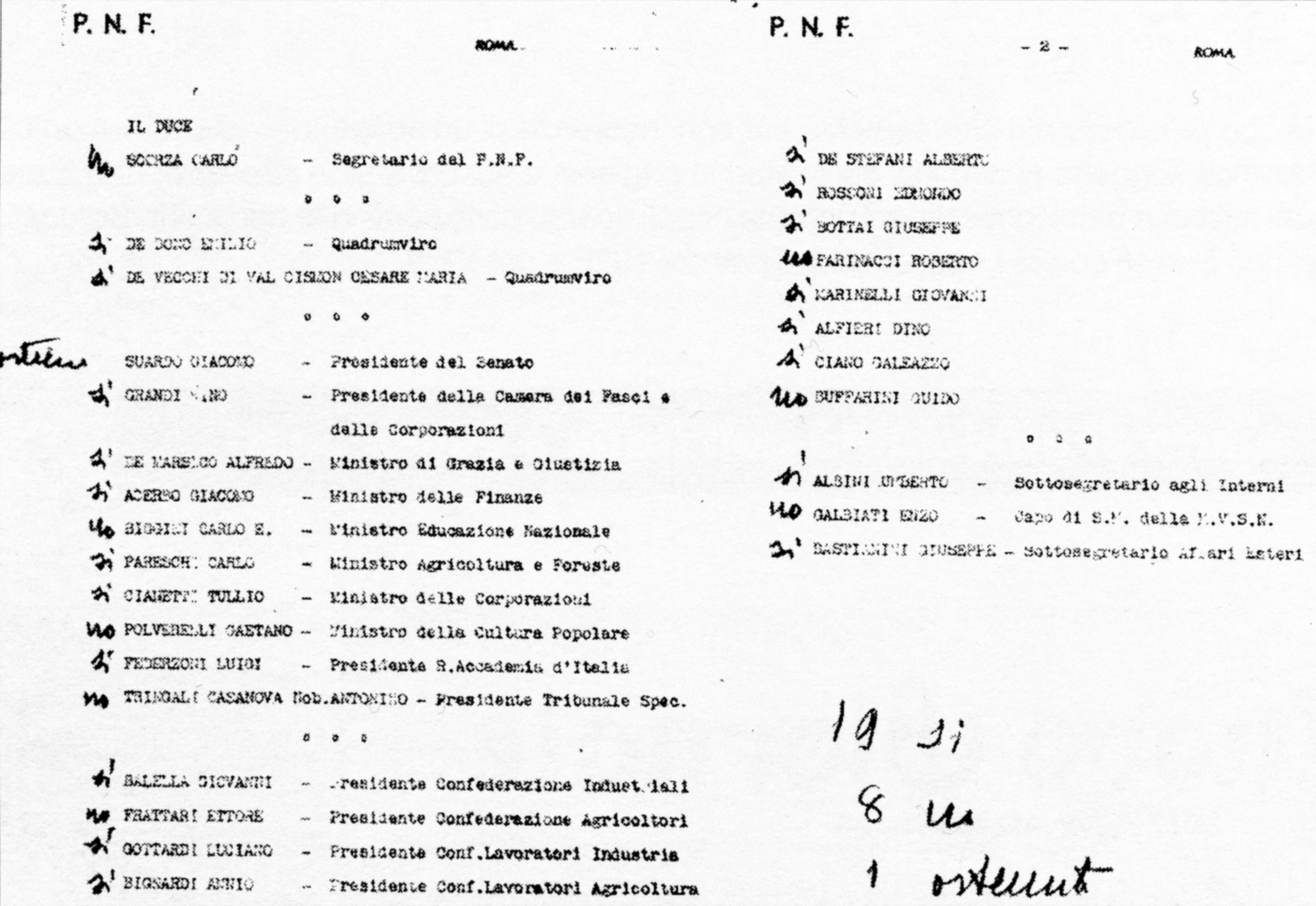
Abstimmung im Großen Faschistischen Rat am 24./25. Juli 1943

Am 7. November 1939 wurde er zum Gesandten am Heiligen Stuhl, wechselte aber nach fünf Monaten als Botschafter im Deutschen Reich nach Berlin. Ab Mai 1942 gehörte er auch dem Großen Faschistischen Rat an. Bei der Abstimmung im Rat am 24./25. Juli 1943 stimmte er mit der Mehrheit des Rates für die Absetzung Mussolinis. Die neue Regierung Badoglio (Pietro Badoglio) rief ihn daraufhin aus Berlin ab und bereitete den Frontwechsel vor. Nach der Befreiung Mussolinis und der Etablierung der Italienischen Sozialrepublik flüchtete er am 24. Oktober 1943 in die Schweiz. Beim Prozess gegen Ciano in Verona wurde auch er, in Abwesenheit, am 10. Januar 1944 zum Tode verurteilt. Der Schweizer Bundesrat verweigerte ihm das politische Asyl, tolerierte aber seine Anwesenheit. Aufgrund vorgeblicher gesundheitlicher Probleme und dank der Intervention verschiedener Exponenten des Schweizer Katholizismus, darunter der Klerikalfaschist Gonzague de Reynold und der Bischof von Sitten Viktor Bieler, konnte Alfieri bis 1948 in der Schweiz bleiben. Am 12. November 1946 sprach ihn ein Gericht in Italien frei, am 6. Februar 1947 endete die Untersuchung des Außenministeriums, und er konnte im Range eines Botschafters pensioniert werden. Alfieri kehrte unbehelligt nach Italien zurück und wurde als Rechtsanwalt in Mailand tätig.
In den fünfziger Jahren setzte er sich in der Partito Nazionale Monarchico, ab 1954 Partito Monarchico Popolare, für die Wiedererrichtung der Monarchie in Italien ein.
Alfieri schilderte in seinen Erinnerungen Due dittatori di fronte seine Erlebnisse mit Hitler und Mussolini.
Über Alfieris Orden und Ehrungen, die im Faschismus üblich waren und die Alfieri ausweislich zeitgenössischer Fotografien auch trug, liegen keine detaillierten Angaben vor.

## Schriften (Auswahl)
- Dino Alfieri; Roberto Scheggi, u. a.: La cooperazione nell'Italia fascista. Alpes, Milano 1929.
- Economia liberale, economia socialista, economia corporativa. Augustea, Rom/Mailand 1932.
- Mostra della rivoluzione fascista: guida storica, 1a decennale della marcia su Roma. Partito nazionale fascista, Rom 1933.
  - Ausstellung der Faschistischen Revolution. Erste Zehnjahrfeier des Marsches auf Rom. Nationale Faschistische Partei, Rom 1933.
- Due dittatori di fronte. Rizzoli, Mailand 1948.